# Flamand beginaudvarok
A flamand beginaudvarok vagy más néven beginázsok a Németalföldre jellemző vallásos közösségek, a beginák lakhelyei voltak a középkorban. Az apácáktól vagy más szerzetesrendektől eltérően a beginák nem éltek a világtól elzárt közösségekben, hanem egy városon belül építették fel szállásaikat. Idővel mégis saját városrészeket alakítottak ki maguknak, ahol jellegzetes lakóházaik, boltjaik vagy műhelyeik, kórházaik és templomaik épültek fel. Ma 13 flamand beginaudvar a világörökség része.

## Történelmi háttér

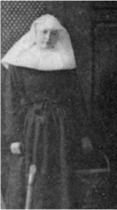
Begina-portré a 19. századból

A beginák (Begijntjes vagy Beguines) elnevezés a katolikus egyházhoz tartozó női világi vallási közösségre, illetve a annak tagjaira vonatkozik. A begina mozgalom a németalföldi tartományokban, azaz a mai Belgium és Hollandia területén jelent meg a 12. század során és virágkorát a 13. század második felében élte.
A beginák és a begina rend jellegzetességei, hogy az egyházi szerzetesektől eltérően nem tettek szegénységi vagy engedelmességi fogadalmat, nem vonultak vissza a világtól, nem mondtak le a házasság lehetőségéről vagy vagyonukról és közvetlenül nem voltak a pápának vagy a helyi egyházi hierarchiának alárendelve. Miszticizmusba hajló nézeteik az eukarisztia ünneplésére és Jézus emberi természetére épültek.
A 14. század során a beginákat több más mozgalommal együtt eretnekké nyilvánították és ennek megfelelően üldözték, többet közülük megégettek. Az üldözések következtében a rend szinte teljesen visszaszorult Németalföld területére, majd hosszas hanyatlás során a 20. század első felére teljesen megszűnt.

## Az UNESCO világörökség részei

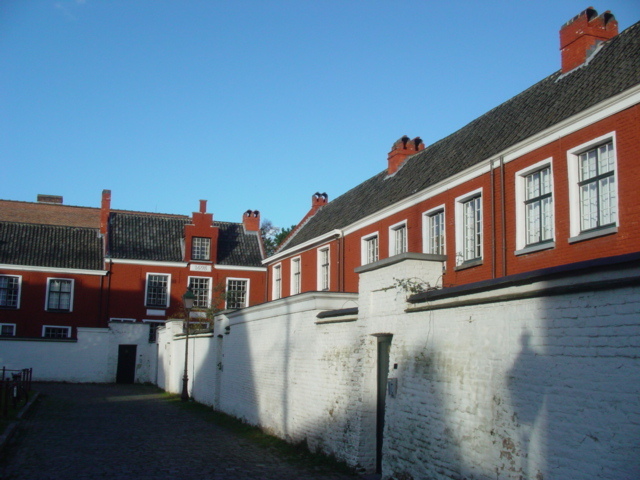
Gent

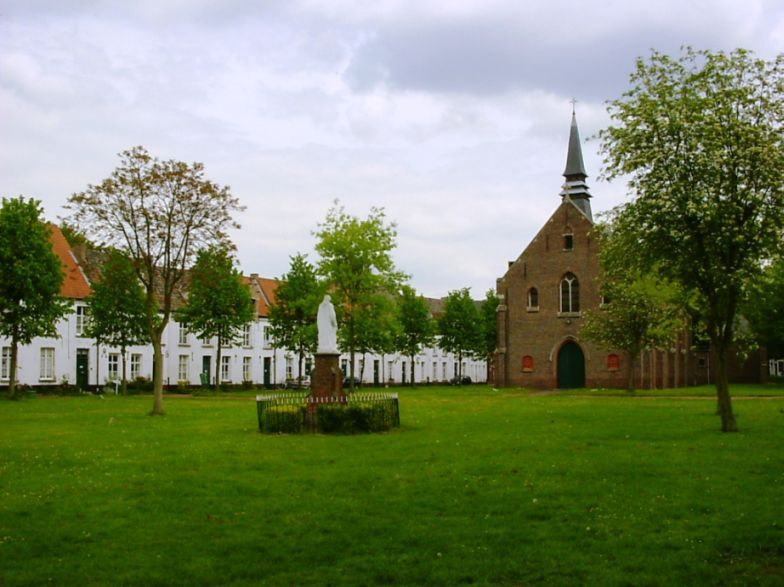
Dendermonde

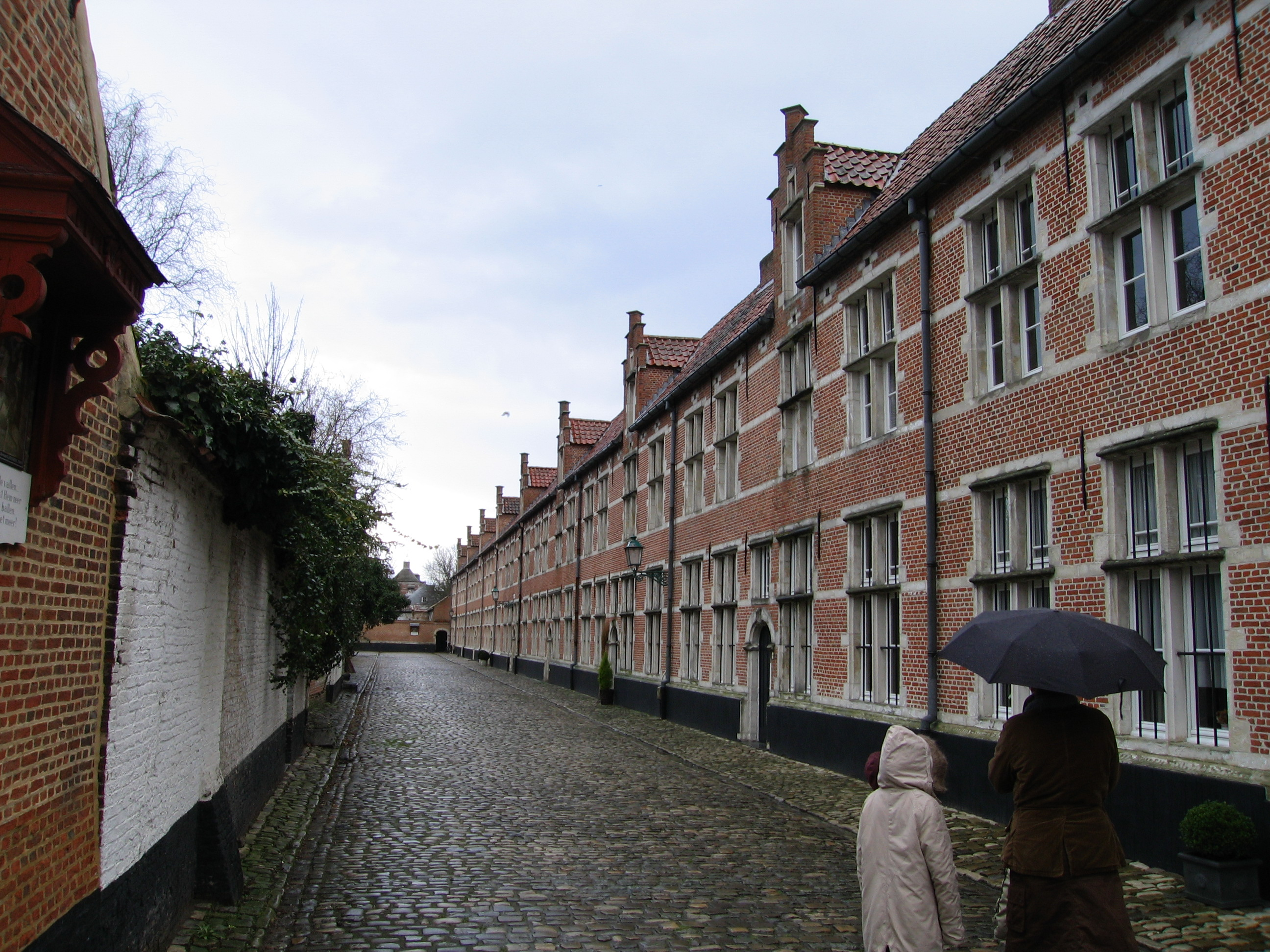
Lier

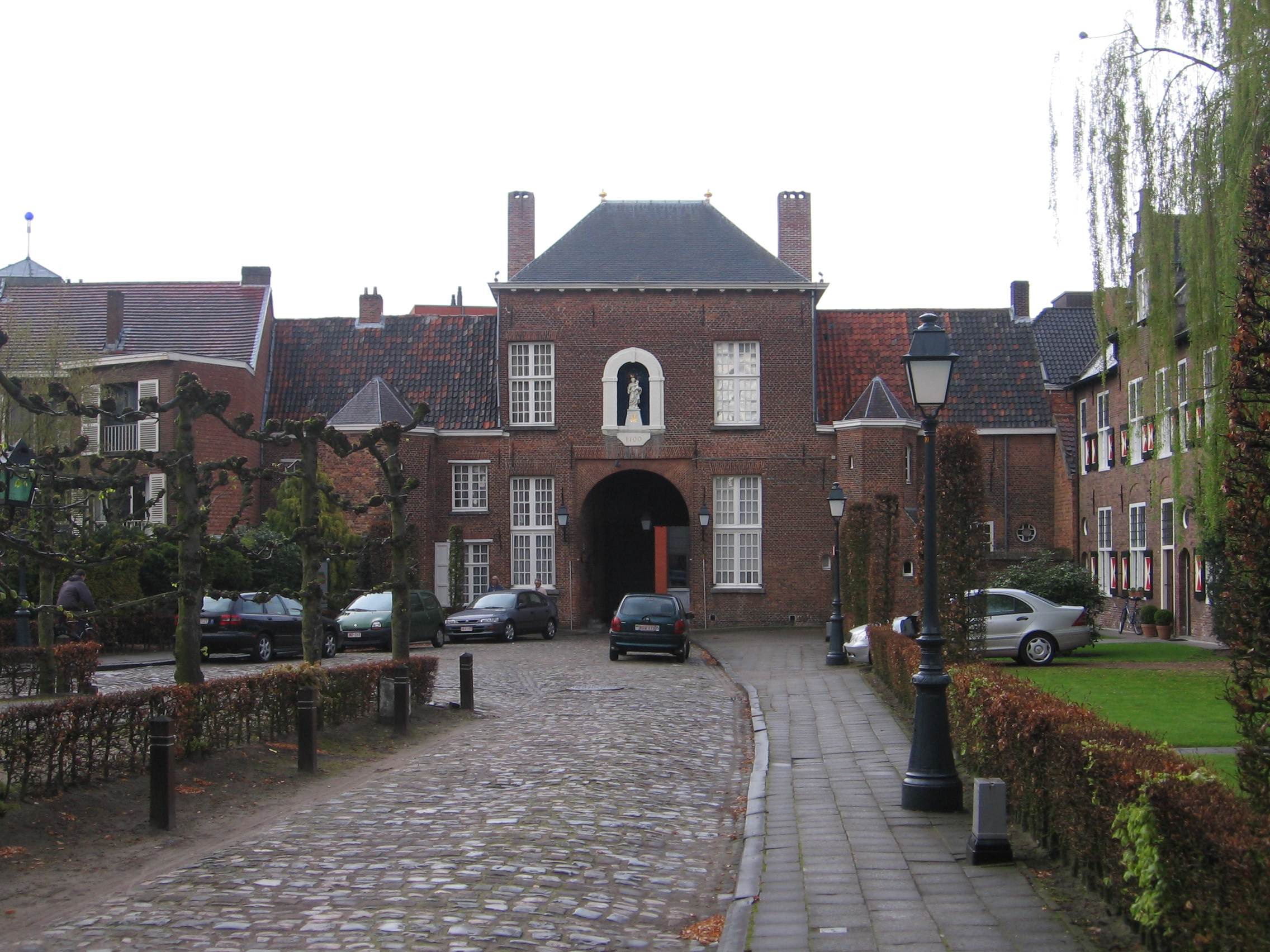
Turnhout

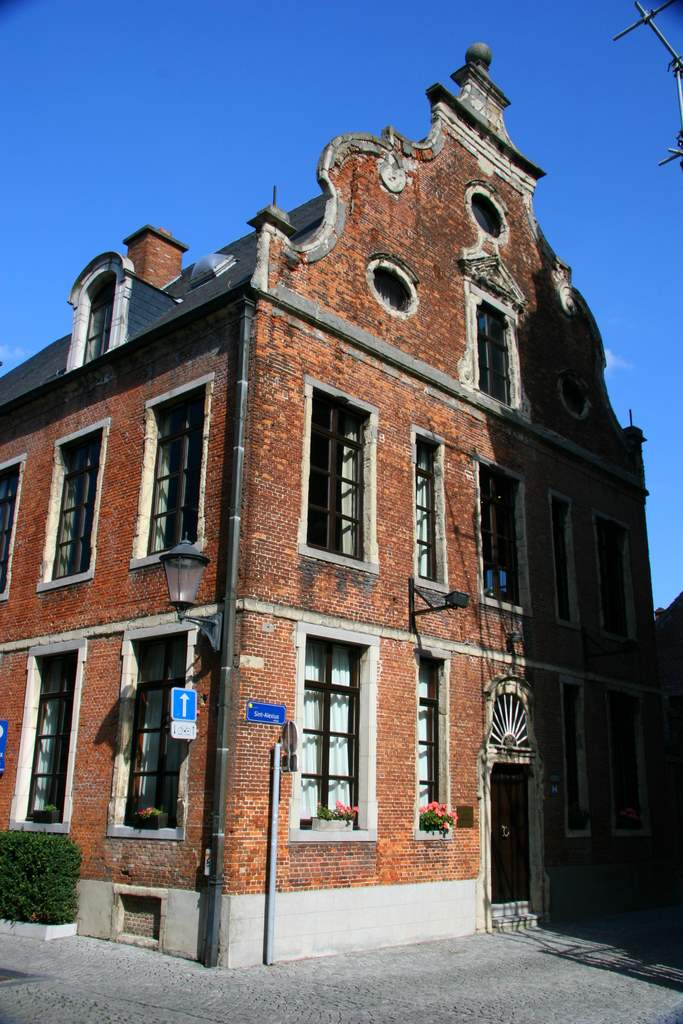
Mechelen - a Grote Begijnhof jellegzetes háza, régebben a rend főnöknőjének szállása volt itt

Eredetileg 26 beginaudvart javasoltak felvenni a világörökségek közé, az eredeti listán a következő helyszínek voltak:
- Antwerpen tartományban: Antwerpen, Herentals, Hoogstraten, Lier, Mechelen (a kis és a nagy beginaudvar együttesen) és Turnhout.
- Limburg tartomány: Borgloon, Sint-Truiden, Tongeren és Hasselt
- Kelet-Flandria tartomány: Aalst, Dendermonde, Gent (a kis és a nagy beginaudvar, valamint a Sint-Amandsberg kolostor épülete) és Oudenaarde
- Nyugat-Flandria tartomány: Brugge, Diksmuide és Kortrijk
- Flamand-Brabant tartomány: Aarschot, Diest, Leuven (a kis és nagy beginaudvar), Overijse és Tienen.

A fenti listából összesen 13 beginaudvart vettek fel a világörökségi listára 1998. december 12-én. Az ICOMOS bizottság döntése értelmében a kiválasztott beginaudvarok jól jellemzik a beginaudvarokra jellemző eltérő építészeti stílusokat: 5 városi jellegű ("a" típus), 4 nyitottabb, tágasabb ("b" típus) és 4 kevert stílusú ("c" típus).
- Antwerpen tartományban:
  - Hoogstrateni beginaudvar (b)
  - Lieri beginaudvar (a)
  - Mecheleni Nagy Beginaudvar (a)
  - Turnhouti beginaudvar (b).
- Limburg tartomány:
  - Sint-Truideni beginaudvar (b),
  - Tongereni beginaudvar (a)
- Kelet-Flandria tartomány:
  - Dendermondei beginaudvar (b)
  - Gent Onze-Lieve-Vrouw ter Hoye (c)
  - a genti Sint-Amandsberg kolostor épülete (a)
- Nyugat-Flandria tartomány:
  - Bruggei beginaudvar (c)
  - Kortrijki beginaudvar (c)

### A legrégebbi és a legnagyobb beginaudvarok
A történészek véleménye szerint a lieri beginaudvar a legrégebbi a ma is létező építmények között, de építésének dátuma bizonytalan. Tipikus „stratenbegijnhof”, azaz egy városon belül kiépült város. A legrégebbi dokumentált beginaudvar a leuveni, amelyet a Leuveni Katolikus Egyetem segítségével állítottak helyre. A leuveni kis beginaudvart, amely jobb állapotban maradt fenn, 2004-ben az OCMW (flamand szociális alapítvány) restaurálta és egyedi lakásokként értékesítette.
A legnagyobb beginaudvarok Mechelenben, Brüsszelben és Gentben találhatók, utóbbiban a kis beginaudvarban is több ezren laktak. A brüsszeli beginaudvar szinte teljesen eltűnt, csak a begina-templom maradt fenn, pedig valamikor 1000 fő élt itt: beginák, egyedülálló asszonyok és gyermekeik. A nagy beginaudvarok közül a leuveni és a diesti maradt fenn a legjobb állapontban, mindkettőnek kb. 500 lakosa lehetett.

## Egyéb flamand beginaudvarok
Egyéb,  Flandriában található beginaudvarok, az alapítás évével:
- 1232 előtt - Nagy Beginaudvar
- 1234 Oud Sint-Elisabethbegijnhof, Gent
- 1234 Begijnhof Antwerpen
- 1238 Begijnhof Kortrijk
- 1239 Begijnhof Tongeren (a dátum első említése a korabeli dokumentumokban)
- 1240 Begijnhof Ypres
- 1240 Begijnhof Onze Lieve Vrouw Ter Hooie, Gent
- 1240 Begijnhof Zoutleeuw
- 1242 Begijnhof Ten Wijngaerde, Brugge
- 1245 Begijnhof Geraardsbergen
- 1245 Begijnhof Hasselt
- 1245 Begijnhof Tienen
- 1250 Begijnhof Brüsszel
- 1252 Begijnhof Anderlecht
- 1253 Begijnhof Diest
- 1257 Begijnhof Lier
- 1258 Begijnhof Borgloon
- 1258 Groot Begijnhof Mechelen
- 1259 Begijnhof Aarschot
- 1259 Begijnhof van Sint-Agnes, Sint-Truiden
- 1265 Begijnhof Herentals
- 1270 Sint-Alexiusbegijnhof, Dendermonde
- 1272 Klein Begijnhof, Leuven
- 1380 Begijnhof Hoogstraten
- 1874 Nieuw Sint-Elisabethbegijnhof (Gent-Sint-Amandsberg)

Dátum nélkül:
- 13. sz. Begijnhof Diksmuide
- 13. sz. Begijnhof Turnhout

## Külső hivatkozások
- Flamand beginaudvarok az UNESCO világörökség honlapján (angolul)
- Térkép a belgiumi beginaudvarokról
- 360 fokos panorámaképek a flamand beginaudvarokról